# Schneizlreuth
Schneizlreuth est une commune de Bavière (Allemagne), située dans l'arrondissement du Pays-de-Berchtesgaden, dans le district de Haute-Bavière.